# Altella caspia
Altella caspia is een spinnensoort in de taxonomische indeling van de kaardertjes (Dictynidae).
Het dier behoort tot het geslacht Altella. De wetenschappelijke naam van de soort werd voor het eerst geldig gepubliceerd in 2008 door A. V. Ponomarev.